# Stuart Devenie
Stuart Forbes Devenie, OMNZ, (nascido: Nova Zelândia, 12 de julho de 1951) é um ator e diretor teatral da Nova Zelândia.

## Ligações Externas
- Stuart Devenie. no IMDb.